# Antão de Miranda

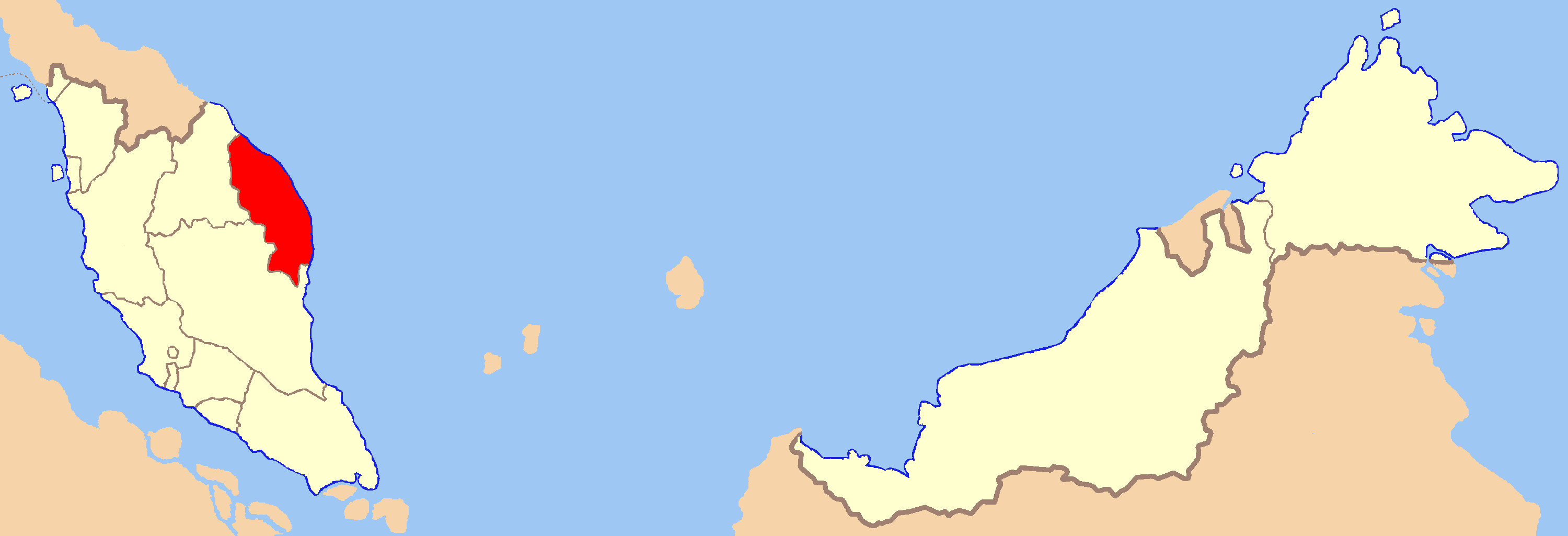
Území Terengganu, odkud se Antão de Miranda vydal do Ajutthaja.

Antão de Miranda (16. století) byl portugalský mořeplavec a objevitel. V roce 1524 vyplul kolem mysu Dobré naděje do Zadní Indie. Obeplul Malajský poloostrov, kde zakotvil na území Terengganu. Odtud se po souši vydali na pochod do hlavního města tehdejšího Siamu Ajutthaja. Byl prvním Portugalcem, který prozkoumal vnitrozemí Siamu.